# Daucina
Daucina – według mitologii fidżyjskiej wielki bóg żeglarstwa, oszust i uwodziciel kobiet, patron cudzołożników. Kiedy był małym dzieckiem uspokojenie dawało mu tylko patrzenie na płonącą lampę, dlatego jego matka przyczepiła mu do głowy płonącą trzcinę aby go uspokoić. Od tego czasu Daucina ubrany w kaptur wędruje po rafach koralowych Fidżi.